# Södra Lus-Eriktjärnen
Södra Lus-Eriktjärnen är en sjö i Ånge kommun i Medelpad och ingår i Ljungans huvudavrinningsområde.